# Bistum Sorsogon
Das Bistum Sorsogon (lat.: Dioecesis Sorsogonensis) ist eine auf den Philippinen gelegene römisch-katholische Diözese mit Sitz in Sorsogon City.

## Geschichte
Das Bistum Sorsogon wurde am 29. Juni 1951 durch Papst Pius XII. mit der Apostolischen Konstitution Quo in Philippina Republica aus Gebietsabtretungen des Erzbistums Caceres errichtet und diesem als Suffraganbistum unterstellt. Am 23. März 1968 gab das Bistum Sorsogon Teile seines Territoriums zur Gründung des Bistums Masbate ab.
Das Bistum Sorsogon umfasst die Provinz Sorsogon.

## Bischöfe von Sorsogon
- Teopisto Valderrama Alberto, 1952–1959, dann Koadjutorerzbischof von Caceres
- Arnulfo Arcilla, 1959–1979
- Jesus Varela, 1980–2003
- Arturo Mandin Bastes SVD, 2003–2019
- Jose Alan Dialogo, seit 2019